# Saxifraga artvinensis
Saxifraga artvinensis är en stenbräckeväxtart som beskrevs av Henry John Matthews. Saxifraga artvinensis ingår i Bräckesläktet som ingår i familjen stenbräckeväxter. Inga underarter finns listade i Catalogue of Life.